# William Locker
Pour les articles homonymes, voir Locker.
William Locker (février 1731, Londres - 26 décembre 1800, Londres) était un officier de la Royal Navy. Il eut le grade de captain et a tenu les postes de flag captain et de commodore.
Il eut le commandement des navires HMS Roman Emperor, HMS Nautilus, HMS Thames, HMS  Lowestoffe et HMS Cambridge.
Il participa notamment à la bataille des Cardinaux.